# Delosperma vandermerwei
Delosperma vandermerwei är en isörtsväxtart som beskrevs av L. Bol.. Delosperma vandermerwei ingår i släktet Delosperma, och familjen isörtsväxter. Inga underarter finns listade i Catalogue of Life.